# Benediktinerinnenkloster St. Johann

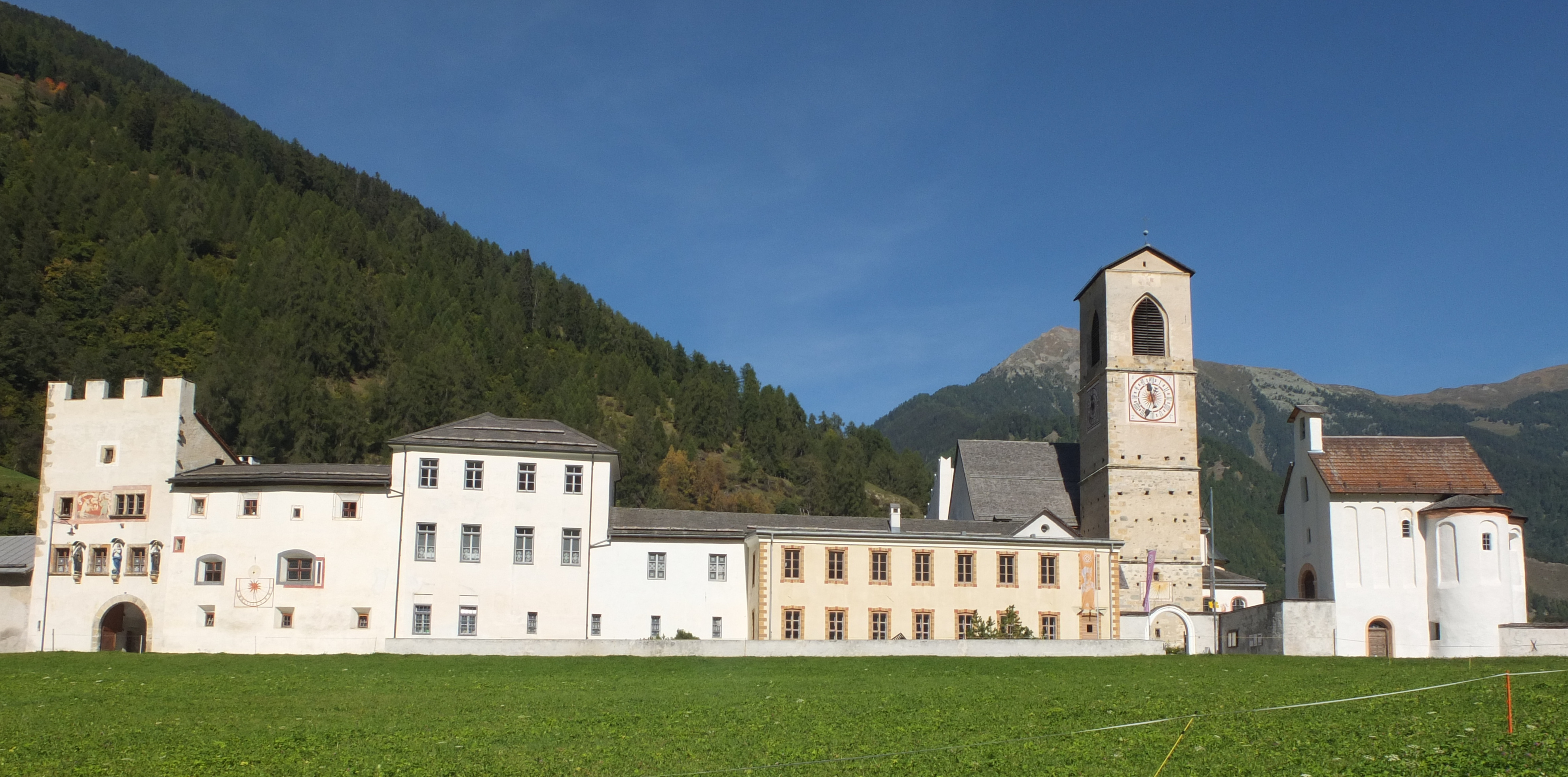
Aussenansicht

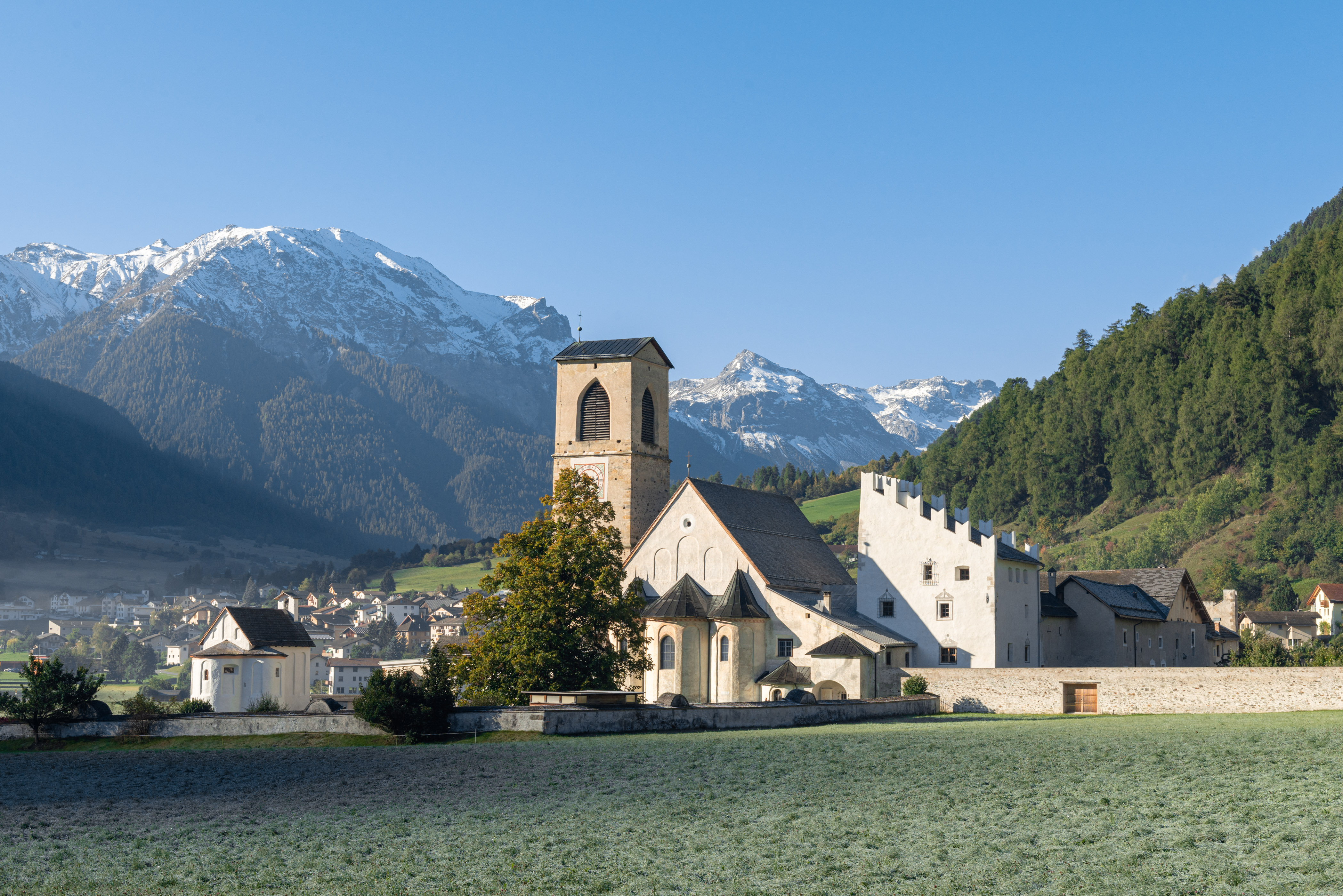
Klosterkirche und Plantaturm

Das Benediktinerinnenkloster St. Johannes Baptist (rätoromanisch Claustra Son Jon) in Müstair im Münstertal (Val Müstair) im Schweizer Kanton Graubünden ist ein sehr gut erhaltenes mittelalterliches Kloster der Karolingerzeit. Das Kloster wurde von der UNESCO 1983 in die Liste des Weltkulturerbes aufgenommen. Es ist Mitglied der Schweizerischen Benediktinerinnenföderation.

## Weihe
Die Klosterkirche ist Johannes dem Täufer geweiht; die Heiligkreuzkapelle (möglicherweise die Privatkapelle des Abtes) dient hingegen der Verehrung des Heiligen Kreuzes. Eine weitere Kapelle trägt das Doppelpatrozinium von St. Ulrich und St. Nikolaus.

## Beschreibung

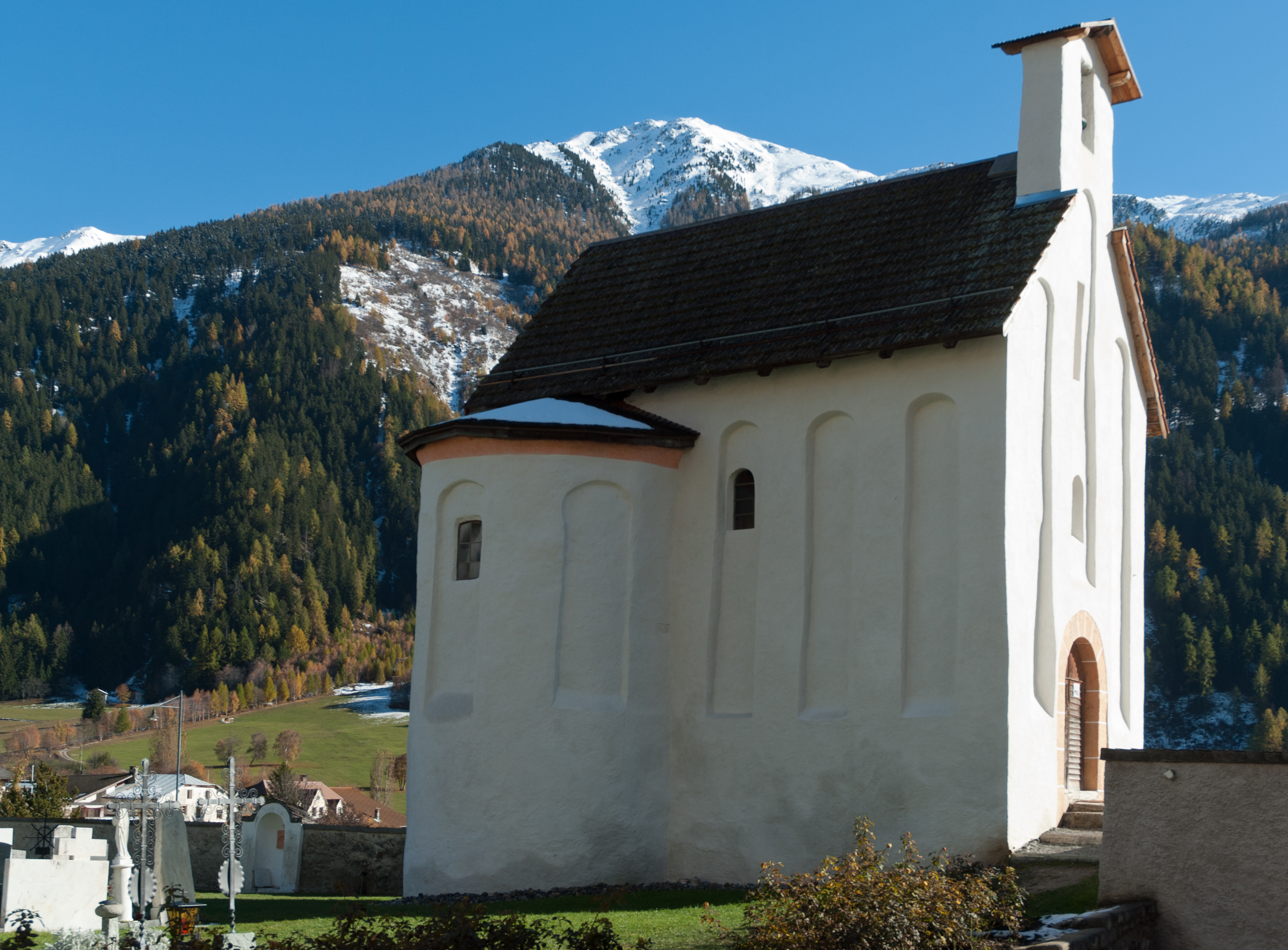
Heiligkreuzkapelle

### Heiligkreuzkapelle
Am Eingang des Friedhofs steht die zweistöckige Heiligkreuzkapelle, die durch ihre rundbogenförmigen Blendnischen auffällt. Die Kleeblattform des Chorbereichs ist im 8. Jahrhundert entstanden; dies belegt die dendrochronologische Jahresdatierung der noch tragenden Bodenbalken im Obergeschoss. Diese ist damit die älteste Holzbalkendecke Europas. Das Untergeschoss diente vom 16. Jahrhundert an als Beinhaus, das Obergeschoss wahrscheinlich als Totenkapelle.

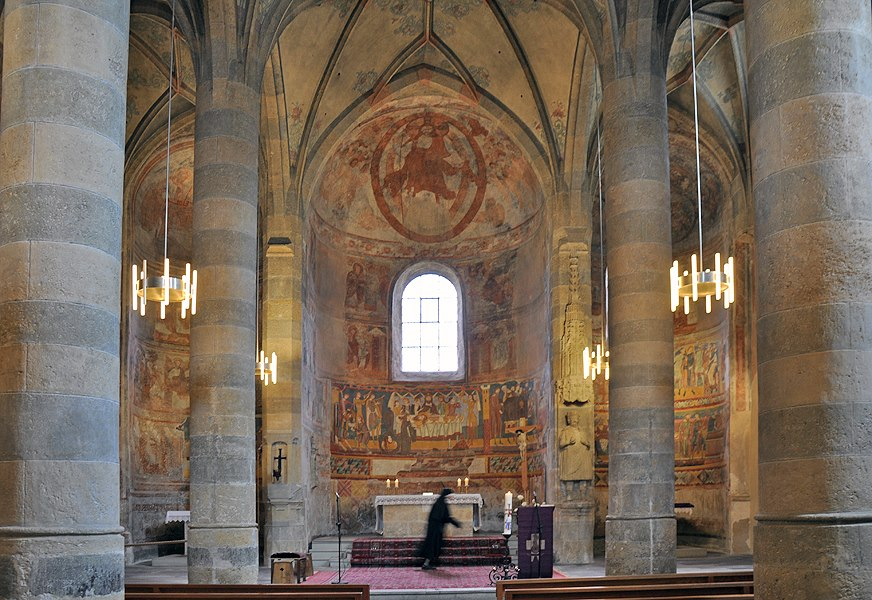
Inneres der Klosterkirche mit den drei Apsiden

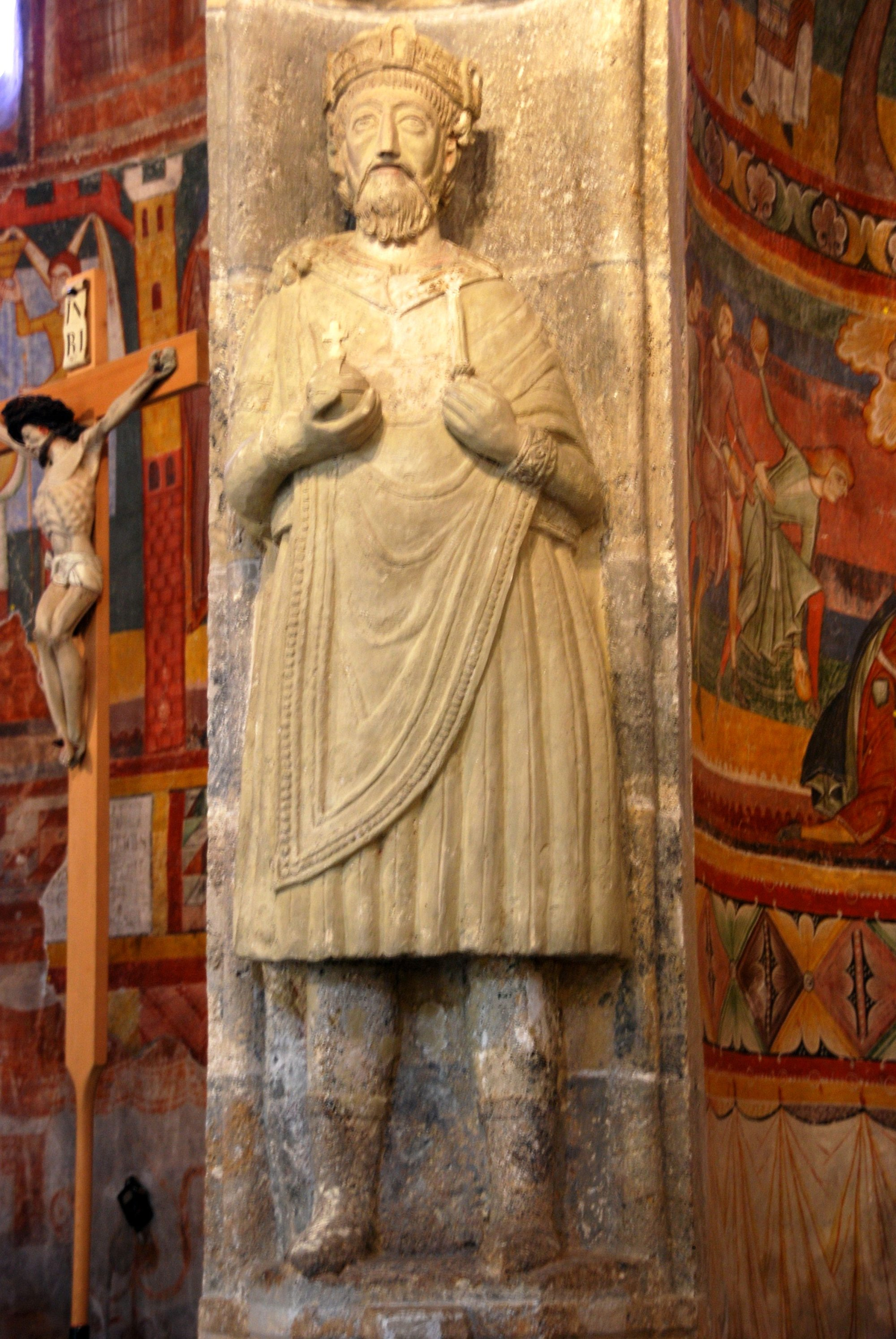
Stuckfigur Karls des Grossen in der Klosterkirche (zwischen 800 und 1165)

### Klosterkirche
Zentrum der Anlage ist die in ihren Ursprüngen aus der karolingischen Zeit stammende Klosterkirche. Sie wurde ab 775 als einfache Saalkirche mit drei Apsiden und flacher Holzdecke errichtet. Die Wände wurden mit prächtigen Freskenzyklen verziert. Der Chor war um drei Stufen erhöht und mit einer Schranke von der Gemeinde getrennt, die wohl aus Laaser Marmor gefertigt war. Der gesamte Raum wurde nur durch die drei Apsisfenster, drei Fenster im Westen und zwei hoch gelegene Fenster im Kirchenschiff beleuchtet. An das Hauptschiff schloss sich auf der Nord- und auf der Südseite je ein niedrigeres Nebenschiff an, die eine eigene Apsis hatten und vom restlichen Kirchenraum separiert waren. Durch diese bekam die gesamte Kirchenanlage einen quadratischen Grundriss und wurde zur Fünfapsidenkirche. An der Ostfassade der Kirche ist eine Baunaht zu sehen, welche die ursprüngliche Höhe des karolingischen Dachstuhls markiert, über dem später der heutige gotische errichtet wurde.
Irgendwann wurden die karolingischen Fresken in Inneren übertüncht und gerieten in Vergessenheit. Daher baute man bis 1492 das spätgotische Netzgewölbe ungefähr einen Meter niedriger als die ursprüngliche Holzdecke ein, sodass heute ein Teil der Fresken unter dem Mauerwerk der Gewölbe verborgen ist. Der Einbau der Gewölbe zog auch den Einbau der Säulen mit sich, wodurch die Saalkirche zu einer dreischiffigen Hallenkirche wurde. Die Fresken wurden 1947 wiederentdeckt und bis 1951 freigelegt. Bauwerk und Fresken zählen zu den bedeutendsten erhaltenen Zeugnissen der Karolingischen Renaissance.

#### Nonnenempore
Der Nonnenchor, eine gewölbte Empore westlich oberhalb des Kirchenraums, wurde zwischen 1488 und 1492 von der Äbtissin Angelina Planta errichtet. Gleichzeitig wurde unter der alten Flachdecke das Deckengewölbe eingezogen und durch Säulen entstand die dreischiffige Hallenkirche. Die Empore wird von drei Bögen getragen. Das durchbrochene Masswerk der Brüstung mit Wirbelrosetten und Fischblasenmotiven besteht aus gegossenen Stuckelementen.
Das Chorgestühl wurde 1948 von Architekt Walther Sulser entworfen. Das alte hufeisenförmige Gestühl war 1690 im Auftrag der Äbtissin Lucia Francisca Quadri errichtet worden. Das Gemälde an der geschnitzten Rückwand des zentralen Sitzes, der einst der Äbtissin vorbehalten war, zeigt eine Reproduktion der Madonna della Misericordia in der Kirche San Benedetto in Piscinula in Rom. Diese Kirche soll an der Stelle jenes Hauses stehen, in dem der Heilige Benedikt während seiner Studienzeit in Rom wohnte. Laut der Legende soll er vor diesem Bild gebetet haben, als in ihm der Entschluss reifte, dem weltlichen Leben zu entsagen.

### Tortürme
Den im Westen gelegenen Wirtschaftshof schliessen zwei Tortürme ab. Diese stammen aus der Zeit um 1500 und sind aussen rundbogenförmig, innen spitzbogenförmig. Der Südturm zeigt ein Wandbild mit einem Esel auf rotem Grund, der den Dudelsack eines Junkers bläst. Die drei Figuren stellen Immaculata, St. Benedikt und St. Scholastika dar. Das Rokokowerk stammt von Christian Greiner.

### Doppelkapelle
Die Doppelkapelle St. Ulrich und St. Nikolaus fällt durch ihre frühbarocke Ausstattung mit einer Sgraffitobordüre und schwarz gemalter Fensterzier auf. Die Unterkapelle St. Ulrich entstand ab 1035, die schmückende Ausstattung um oder nach 1100. Hier ist vom ursprünglichen Kuppelgewölbe des Chors eine Stucco-Verzierung erkennbar, vier Engelsfiguren in antikisierenden Gewändern.
Die darüber liegende Nikolauskapelle entstand um 1040 bildet nahezu einen Kubus von 5 m Seitenlänge. Sie war ursprünglich mit einer flachen Decke überdacht, das heutige Kreuzgratgewölbe stammt aus dem 16. Jahrhundert. Um 1200 wurde die Ostseite von den Malern der Klosterkirche neu ausgemalt. Der Altar von 1758 enthält ein Ölbild der heiligen Ursula, Patronin der Äbtissin Ursula Ursula Carl von Hohenbalken, die den Raum um 1645 als Privatkapelle für den Fürstbischof umbauen liess. Heute dient die Kapelle als Totenkapelle der Schwestern.

### Plantaturm
Westlich der Doppelkapelle schliesst sich ein dreistöckiger Wohnturm an, umgeben von zweigeschossigen Saalbauten. Er wurde unter Bischof Hartpert von Chur als Wohn- und Wehrturm um 960 erbaut und unter der Äbtissin Angelina von Planta ab 1499 neu ausgebaut, aufgestockt sowie mit Schwalbenschwanzzinnen versehen; er wird daher „Plantaturm“ genannt. Das Klostermuseum Müstair ist darin untergebracht.

### Fürstenzimmer
Das Fürstenzimmer wurde zwischen 1642 und 1659 von der Äbtissin Ursula Carl von Hohenbalken (reg. 1640–1666) über dem nördlichen Flügel der frühromanischen Bischofsresidenz von 1035 erbaut. Wände und Decke des Zimmers sind mit einem Täfer aus Arvenholz mit aufwändigen Schnitzereien ausgestattet. In einer Ecke steht ein noch funktionsfähiger farbig glasierter Kachelofen, in der Mitte der Decke ist das geschnitzte Wappen der Äbtissin Ursula eingelassen. Ein Erker ermöglicht den Blick auf den Landwirtschaftshof. Neben dem Zimmer liegen ein Schlafraum und ein Küchenraum. Vom anschliessenden Korridor aus ermöglicht ein vergittertes Fenster den Blick hinunter in die Nikolauskapelle. Fürstenzimmer und Trinkstube stehen wie die anderen Räume der ehemaligen Bischofsresidenz im Westtrakt nicht zur Besichtigung offen.

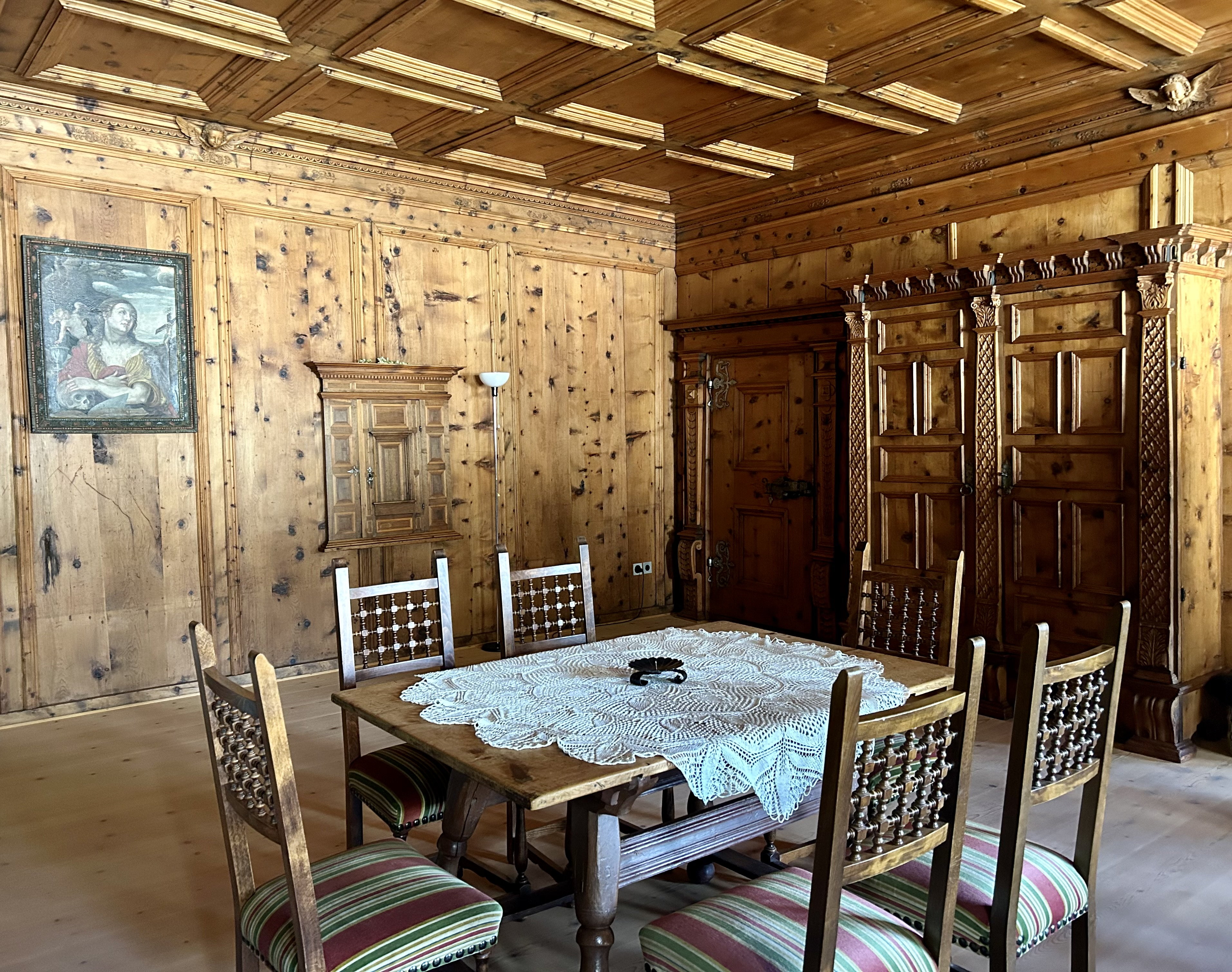
Fürstenzimmer
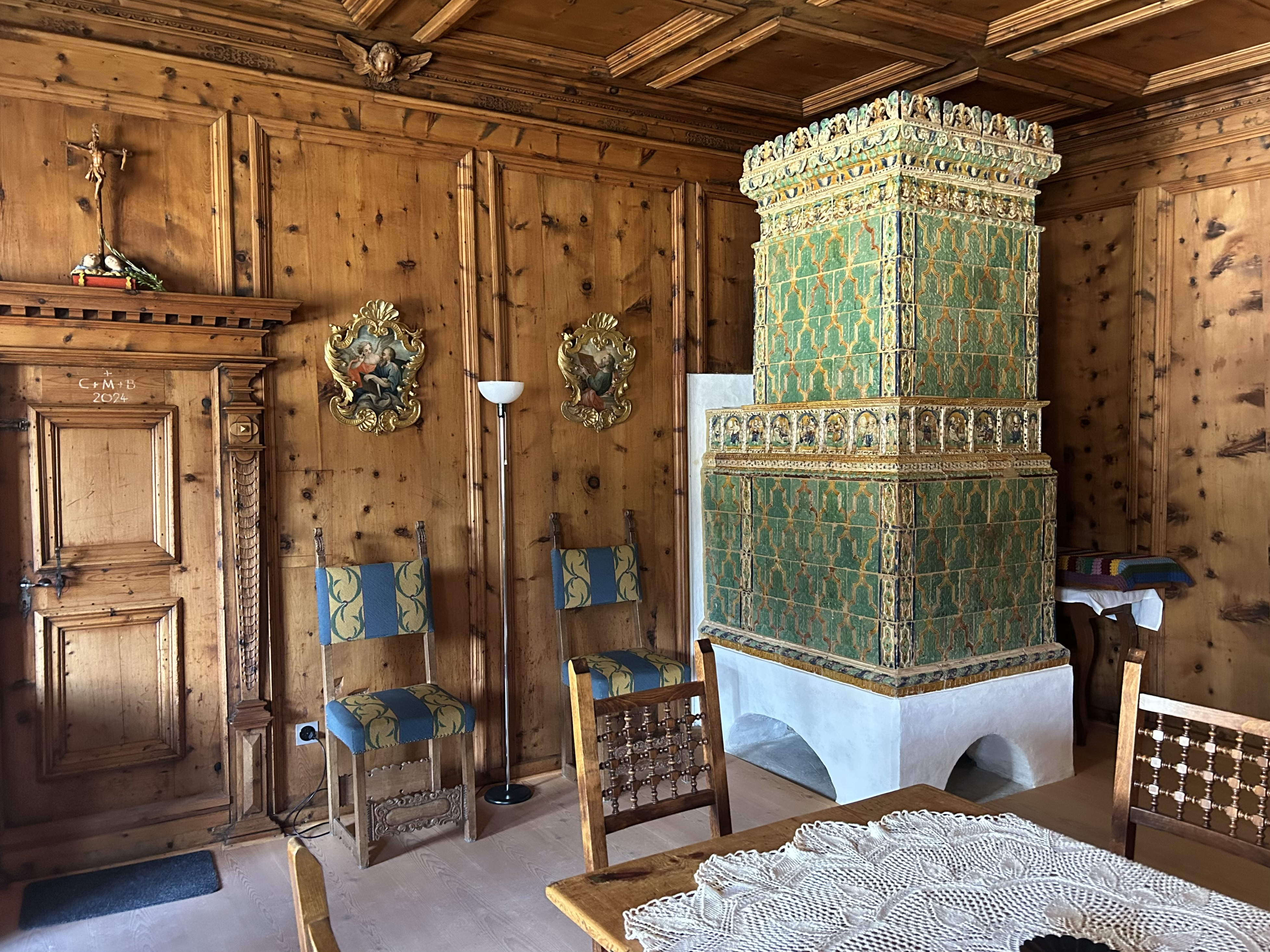
Ecke mit Ofen
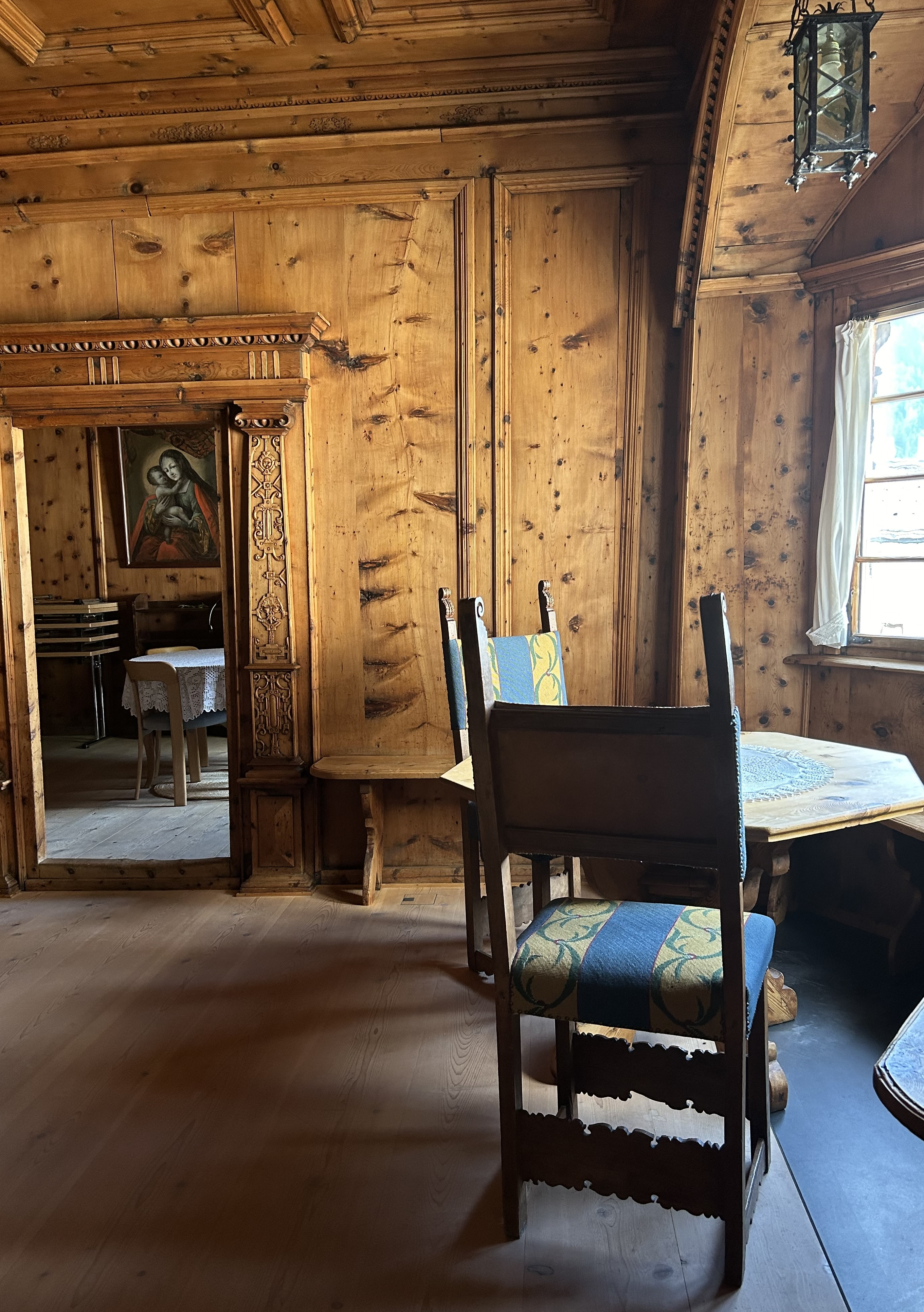
Erker
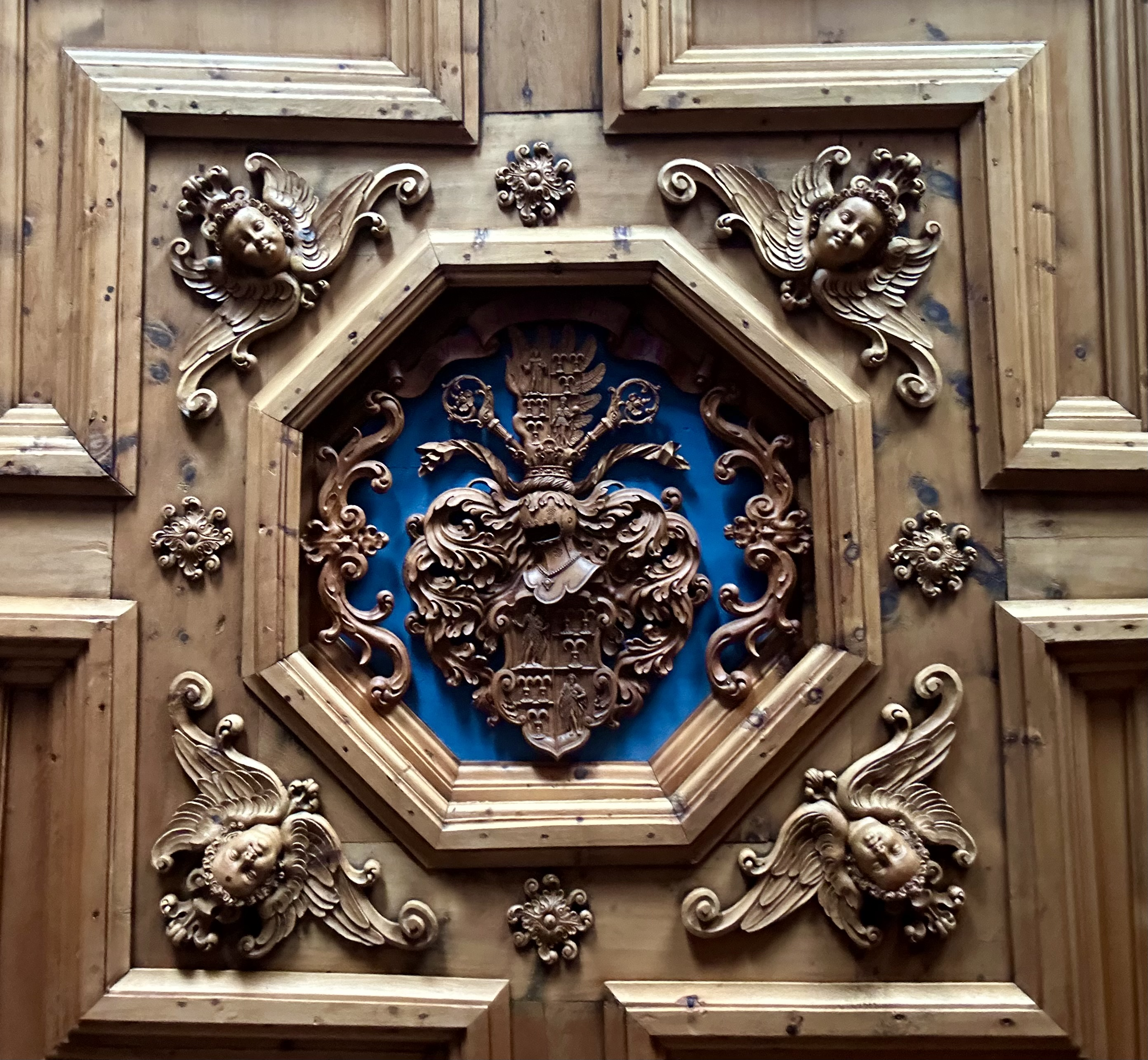
Wappen der Äbtissin Ursula

Neben der Fürstenwohnung liegt die sogenannte Trinkstube, einst ein Raum für Versammlungen und Besuche. Malereien repräsentieren neben Karl dem Grossen die weltliche und kirchliche Herrschaft und die heiligen Patrone des Klosters der einstigen stimmberechtigten Mitglieder des Konvents. Am Tisch sitzt eine lebensgrosse Figur einer lesenden Nonne. Auf Truhen stehen geschnitzte Statuen der vier Evangelisten.

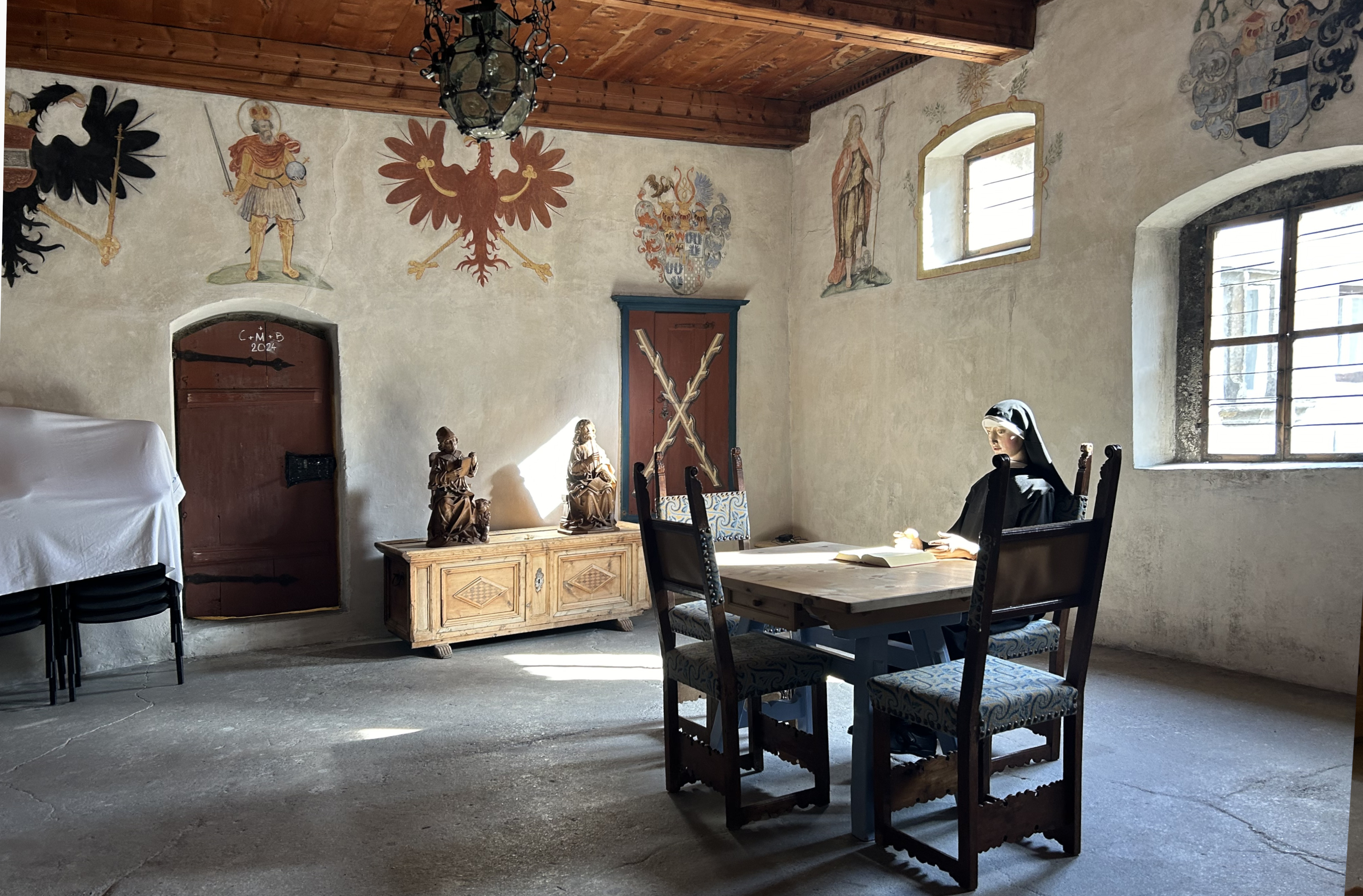
Trinkstube
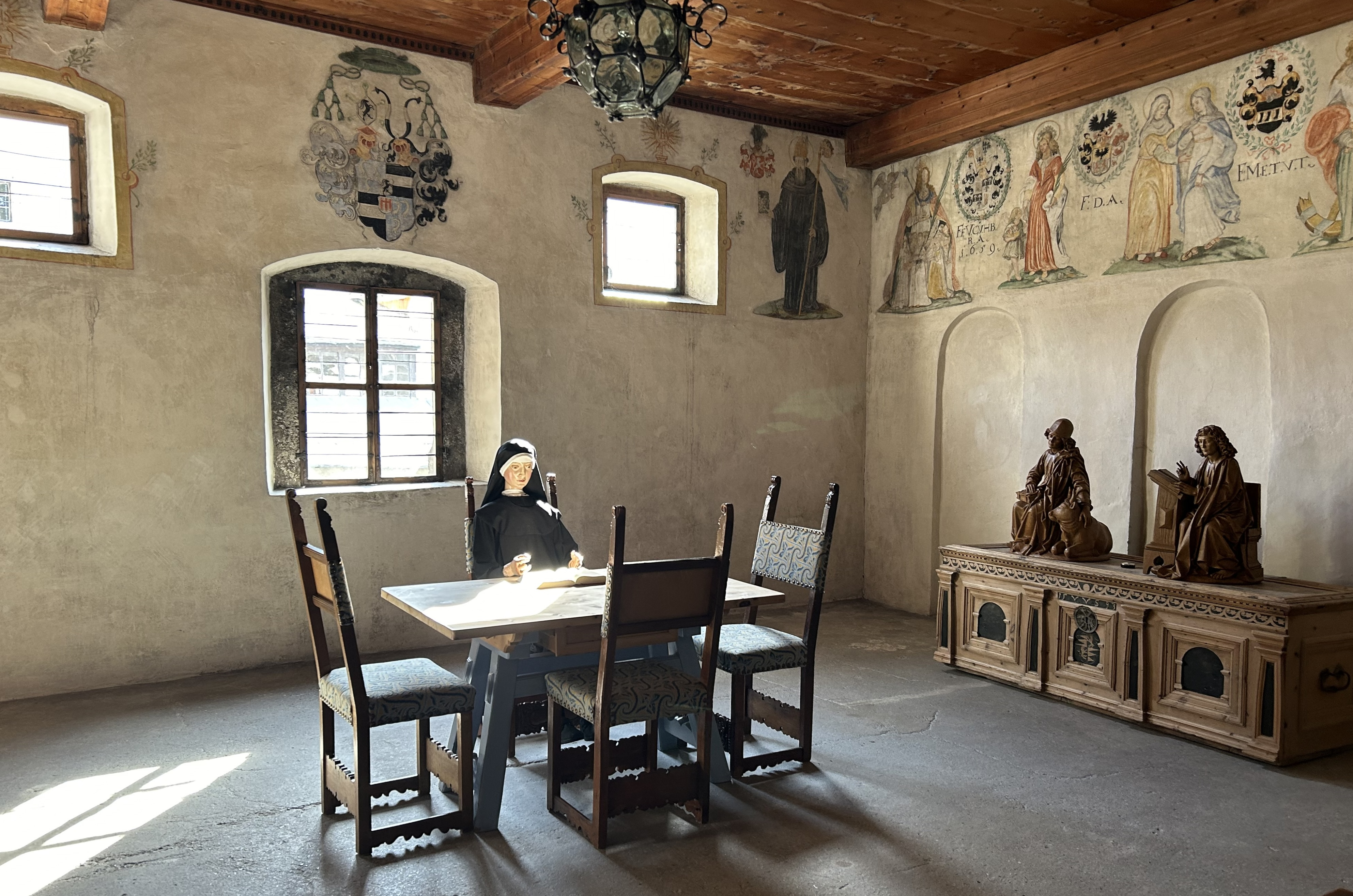
Trinkstube mit zwei der vier geschnitzten Statuen der Evangelisten
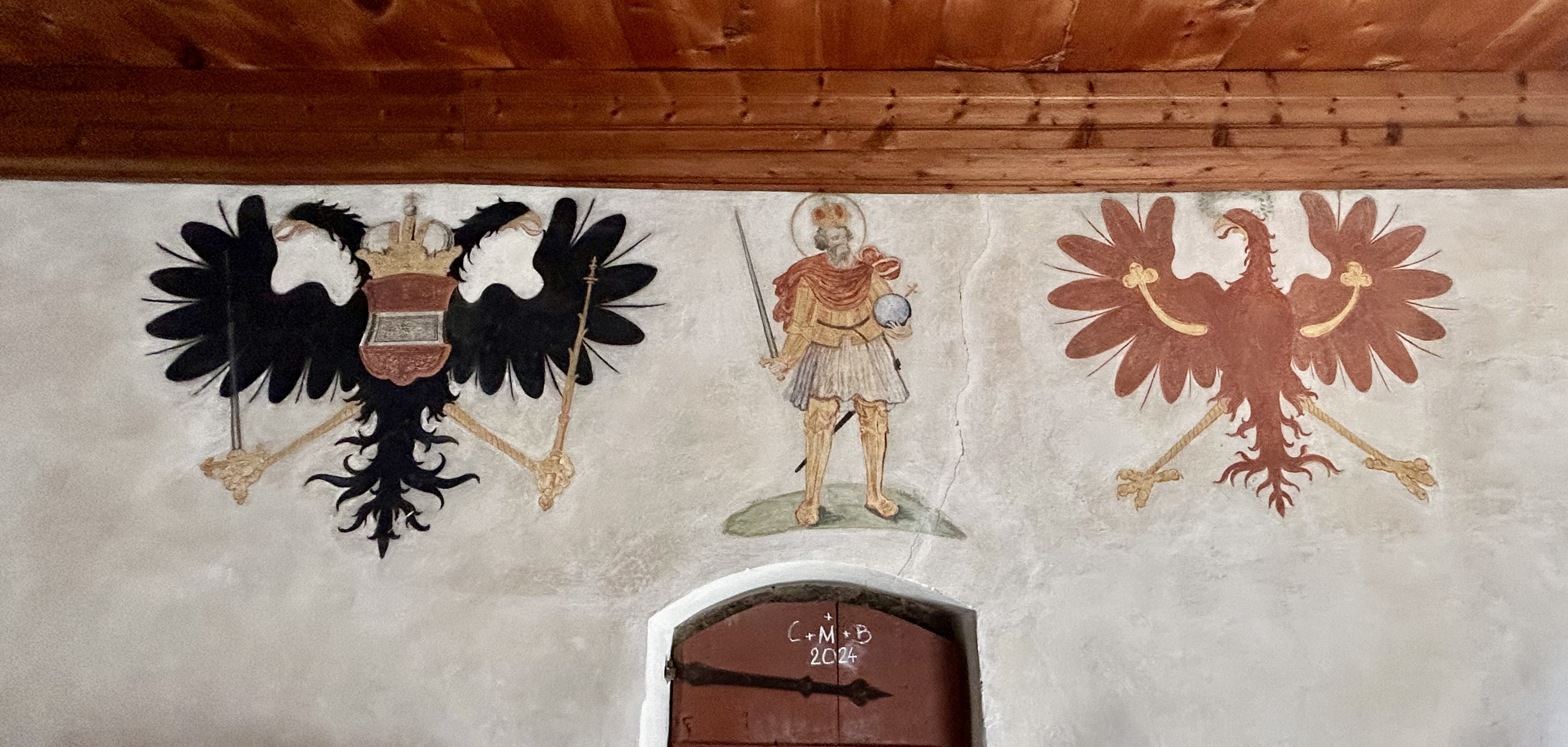
Karl der Grosse, links das Bundeswappen Österreichs
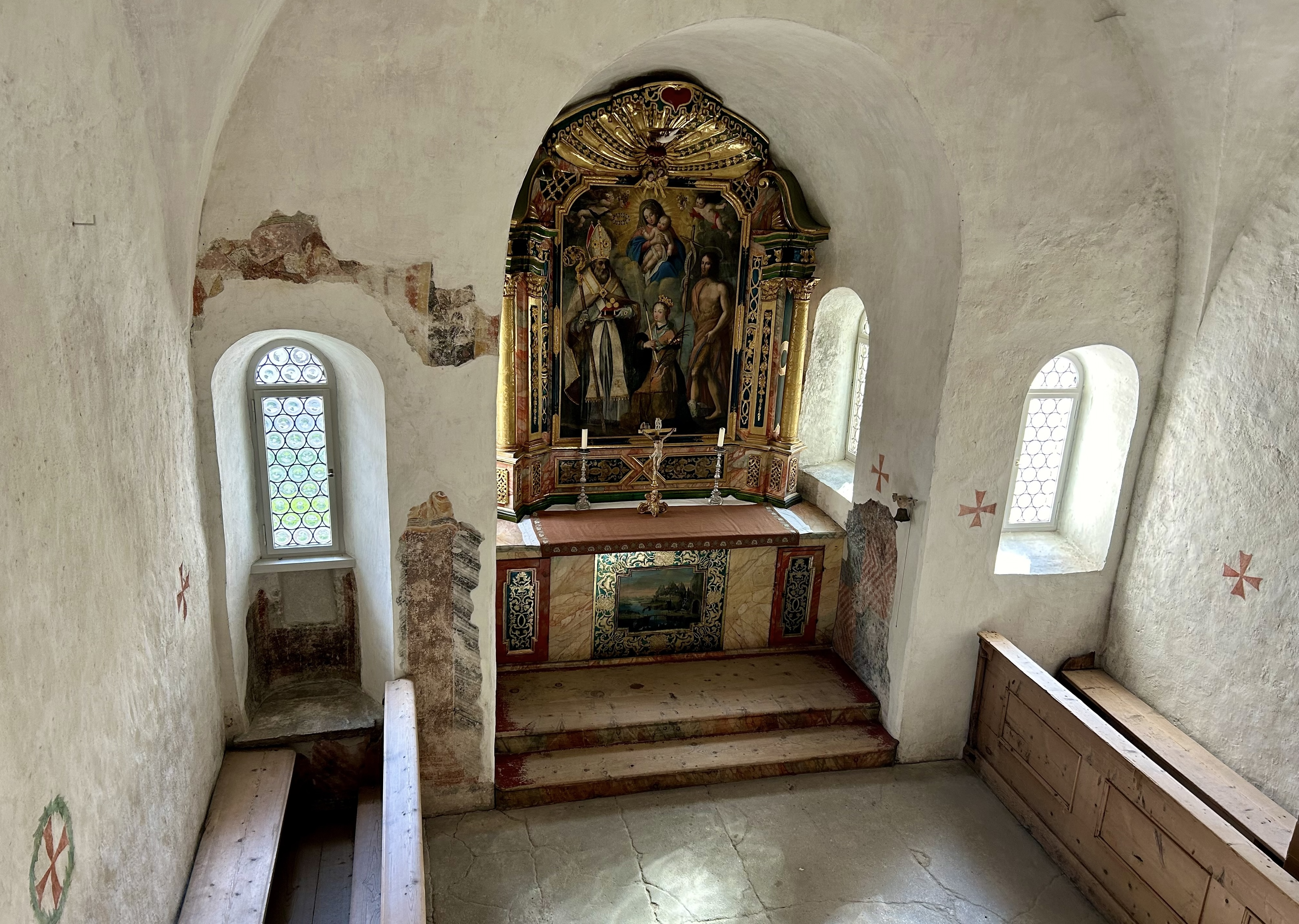
Blick in die Nikolauskapelle

## Geschichte
Das Kloster gilt als Stiftung Karls des Grossen, dessen lebensgrosse Stuckskulptur aus dem Hochmittelalter zwischen Mitten- und Südapsis der Klosterkirche steht. Herwig Wolfram hält auch eine Gründung durch Tassilo III. für möglich, wenn auch unwahrscheinlich. Gegründet wurde es zur Zeit der karolingischen Eroberungen der Gebiete der Langobarden (774) und der Bajuwaren (778); so wurde das älteste Bauholz der Kirche dendrochronologisch auf etwa 775 datiert, ein Jahr nach der Eroberung der Lombardei. Die Einrichtung des Klosters mag jedoch vom Bischof von Chur als Vertrautem des Kaisers umgesetzt worden sein. Damit sicherte er sich den Zugang zum bis 1816 zum Bistum Chur gehörenden Vinschgau. Das Kloster diente dem Kaiser als Stützpunkt, der Kontrolle sich kreuzender Verkehrswege, den Reisenden als Hospiz, dem Bischof als Verwaltungszentrum und nicht zuletzt als Ort des Gottesdienstes. Johannes dem Täufer wurde die Schutzherrschaft über die Stiftung zugewiesen, die schlicht Monasterium geheissen wurde, wovon sich der heutige rätoromanische Name Müstair ableitet. Ursprünglich ein Männerkloster, ist es seit dem 12. Jahrhundert ein Konvent der Benediktinerinnen. Das Ende des Männerkonvents und die Anfänge des Frauenkonvents liegen im Dunkeln, die Herkunft der ersten Benediktinerinnen ist nicht geklärt. Denkbar ist eine Neubesiedlung durch Initiative des Churer Bischofs Konrad von Biberegg (1123–1145) oder von der Abtei Marienberg aus. Erste namentlich bekannte Äbtissin war die zwischen 1211 und 1231 belegte Adelheid, über deren Herkunft es keine zeitgenössischen Quellen gibt.
Während des Schwabenkriegs wurde das Kloster am 11. Februar 1499 von Besatzungstruppen des österreichischen Königs Maximilian I. niedergebrannt. Von den Äbtissinnen Angelina Planta (reg. 1478–1509) und Barbara von Castelmur (reg. 1510–1533) wurde es wieder aufgebaut. 1799 wurden die Räumlichkeiten des Klosters während des Zweiten Koalitionkrieges von den Franzosen besetzt und geplündert. 1810 wurde das Kloster Müstair von einer Abtei zu einem Priorat degradiert, Mutterabtei ist heute das Kloster Disentis.

## Karolingische Fresken

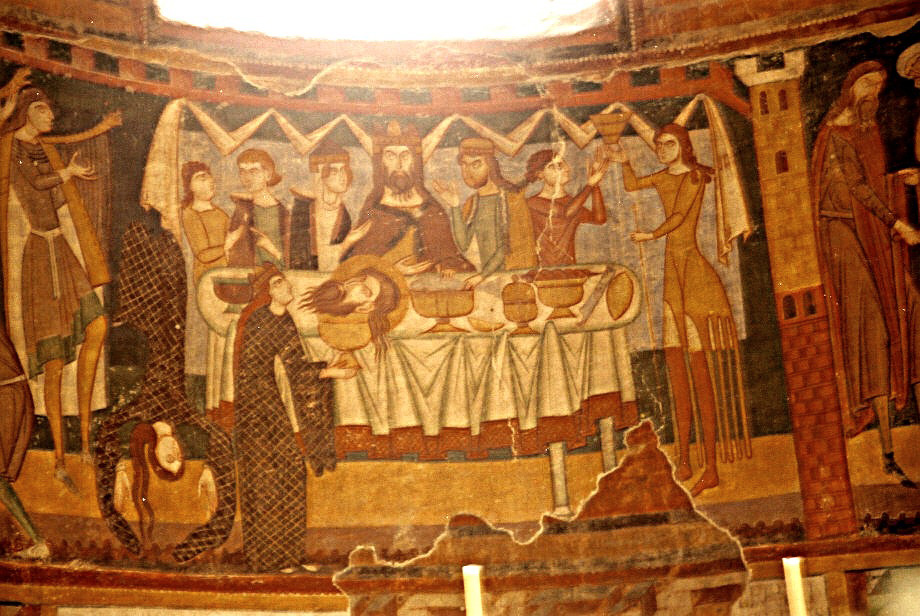
Gastmahl des Herodes mit tanzender Salome (um 1200)

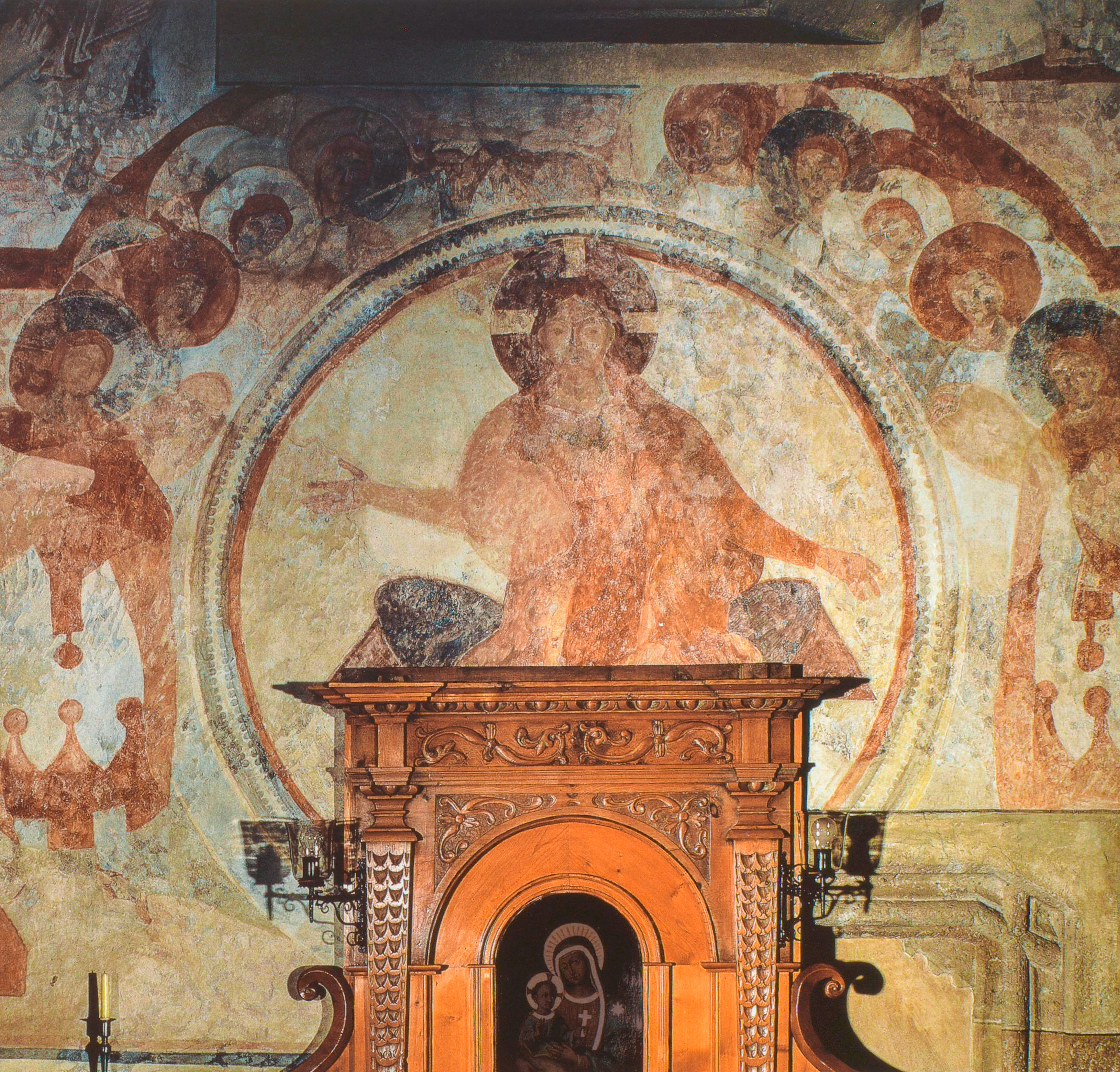
Das Jüngste Gericht von Müstair

Die karolingischen Fresken, mit denen die Klosterkirche um 800 ausgestattet wurde, sind ein in Art und Ausmass einzigartiges kulturgeschichtliches Denkmal frühmittelalterlicher sakraler Bilddarstellung; ihretwegen erlangte die Kirche überregionale Berühmtheit. 135 Einzelszenen sind grösstenteils gut erhalten. Um 1200 vollständig übermalt und im späten 15. Jahrhundert übertüncht, wurden sie Ende des 19. Jahrhunderts neu entdeckt. Eine Szenenfolge aus dem Leben Davids, die als Bildstreifen die gesamte Kirche umzog, wurde 1908/09 in das Schweizerische Landesmuseum in Zürich verbracht, die übrigen wurden in den Jahren 1947 bis 1951 freigelegt.
Die karolingischen Bilderzyklen ziehen sich in fünf waagerechten Streifen über die Nord- und Südwand des Innenraums. Eines der bekanntesten Motive zeigt an der Nordwand die Flucht nach Ägypten; drei weitere Darstellungen in den Apsiden zeigen Christus als Kirchengründer, Herrscher und Lehrer der Welt sowie als Triumphator. Ein anderes (romanisches, um 1200) in der Mittelapsis gibt darunter das Gastmahl des Herodes wieder, in der die tanzende Salome die Enthauptung des Täufers erreicht, des Schutzpatrons der Kirche und des Klosters.
Das Weltgericht von Müstair an der Westwand des Nonnenchors ist die älteste bekannte Darstellung des Jüngsten Gerichts. Die Bilder stammen aus dem Frühmittelalter und entstanden um das Jahr 800. Der unbekannte Maler der karolingischen Fresken wird in der Kunstgeschichte manchmal als Meister von Müstair bezeichnet.

## Klosterleben
Im Benediktinerinnenkloster leben acht Nonnen (Stand Mai 2024). Die Gemeinschaft wählte am 11. Oktober 2012 Sr. Domenica Dethomas zur neuen Priorin. Nach 120 Jahren Unterbruch war sie wieder eine dieses Amt bekleidende und rätoromanisch sprechende Einheimische. Sie übernahm am 28. Januar 2013 das Amt von Sr. Pia Willi, die das Kloster die letzten 26 Jahre geleitet hatte. Am 2. Oktober 2019 wurde Sr. Aloisia Steiner zur Nachfolgerin gewählt.
Die Schwesterngemeinschaft erhielt 2004 den Preis der Stiftung Dr. J. E. Brandenberger «in Würdigung des unauffälligen, selbstlosen, anonymen, aber zugleich entscheidenden Beitrages zur Freilegung, Restaurierung und Zugänglichmachung der einzigartigen kunsthistorischen Schätze ihrer Kirche und ihres Klosters».

## Glocken
Das historische Geläut in der Glockenstube besteht aus vier Glocken. Die Disposition mit dem grossen Tonabstand der Glocken 2 und 3 kommt selten vor. Das Plenum wird regelmässig von gross auf klein geläutet, was sich bei der Schweizer Läutekultur bemerkbar macht.
| Glocke Nr. | Giesser und Gussort    | Gussjahr | Nominal |
| ---------- | ---------------------- | -------- | ------- |
| 1          | Kaspar Sermund, Bormio | 1558     | d1      |
| 2          | Jörg Schellener, Bozen | 1665     | e1      |
| 3          | unbekannt              | 1505     | d2      |
| 4          | unbekannt              | 1504     | fis2    |